# Хоршам (Пенсилванија)
Хоршам (енгл. Horsham) насељено је место без административног статуса у америчкој савезној држави Пенсилванија.

## Демографија
По попису из 2010. године број становника је 14.842, што је 63 (0,4%) становника више него 2000. године.
| Група             | 2000.          | 2010.          |
| Белци             | 13.205 (89,3%) | 12.525 (84,4%) |
| Афроамериканци    | 560 (3,8%)     | 694 (4,7%)     |
| Азијати           | 641 (4,3%)     | 867 (5,8%)     |
| Хиспаноамериканци | 214 (1,4%)     | 520 (3,5%)     |
| Укупно            | 14.779         | 14.842         |